# Skelly Peak
Der Skelly Peak ist ein 1450 m hoher Berg im Ellsworthgebirge des westantarktischen Ellsworthlands. In der Heritage Range markiert er den nordöstlichen Ausläufer der Watlack Hills.
Der United States Geological Survey kartierte ihn anhand eigener Vermessungen und Luftaufnahmen der United States Navy aus den Jahren von 1961 bis 1966. Das Advisory Committee on Antarctic Names benannte ihn 1966 nach Donald J. Skelly, Hospital Corpsman der United States Navy, der 1966 als Chief Petty Officer die US-amerikanische Palmer-Station leitete.